# Nemanja Subotić
Nemanja Subotić (in serbo Немања Суботић?; Belgrado, 23 gennaio 1992) è un calciatore serbo, centrocampista del Budućnost Dobanovci.

## Carriera

### Club
Il 28 gennaio 2019 viene acquistato a titolo definitivo dalla squadra kazaka del Taraz.